# Traubia vandeuseni
Traubia vandeuseni är en loppart som beskrevs av Holland 1969. Traubia vandeuseni ingår i släktet Traubia och familjen Stivaliidae. Inga underarter finns listade i Catalogue of Life.